# 수중 스포츠
수중 스포츠에는 핀수영, 수중표적사격, 수중오리엔테어링(수중방향찾기)등이 있다.

## 핀수영
핀수영은 1m2 정도의 커다란 핀(fin:물갈퀴)을 끼고 허리만 움직여 앞으로 나아가는 경기이다. 유럽에서 수영의 새로운 경기종목으로서 개발되었으며, 1967년 제1회 유럽선수권대회, 1976년 세계선수권대회에 이어 1986년 IOC(International Olympic Committee:국제올림픽위원회)로부터 정식종목으로 인정받았다.

## 수중표적사격
수중표적사격은 핀, 마스크, 스노클 등 스킨장비만을 착용하고 수중작살로 5개의 수중표적을 한 개씩 사격하고 출발지점으로 되돌아오는 과정을 5회 반복하는 경기이다.

## 수중오리엔티어링
수중오리엔테어링은 스쿠버 장비, 나침반, 수중거리 측정계기, 수심계 등을 사용하여 일정한 거리에 설정해 놓은 목표물을 빠른 시간내에 정확히 돌아오는 기록 경기를 말한다.

## 사진

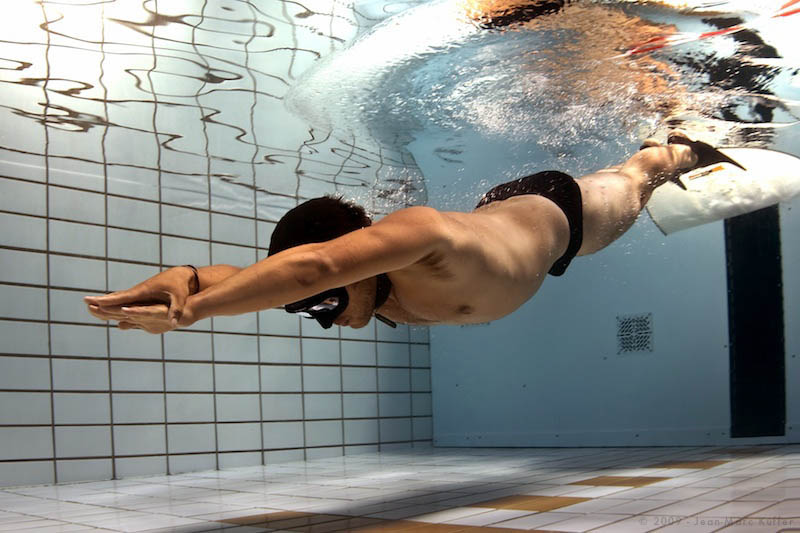
모노핀을 이용한 프리다이버 (2009년 런던)
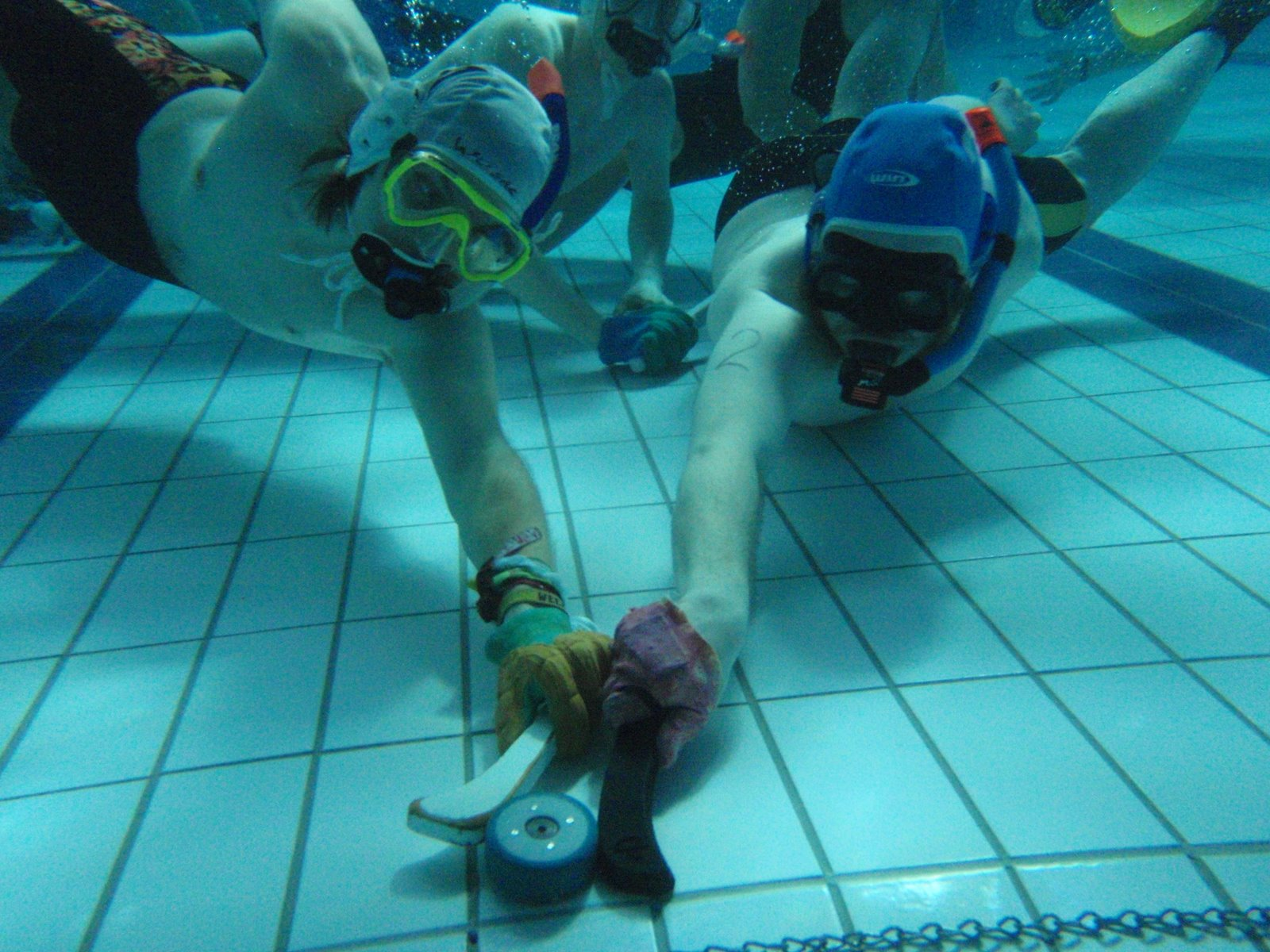
두 명의 선수가 퍽(puck)을 두고 경쟁하고 있다. (2009년 웨일스)
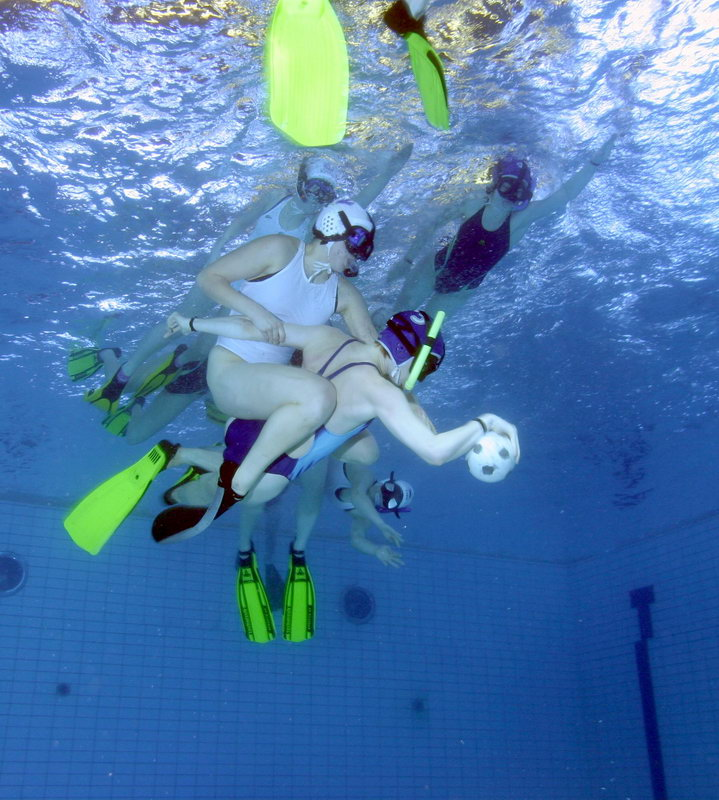
수중 럭비 경기

## 참조
1. ↑  “종목소개/유래”. 대한수중협회. 2014년 8월 13일에 원본 문서에서 보존된 문서. 2011년 5월 7일에 확인함.